# 維索科皮利亞區

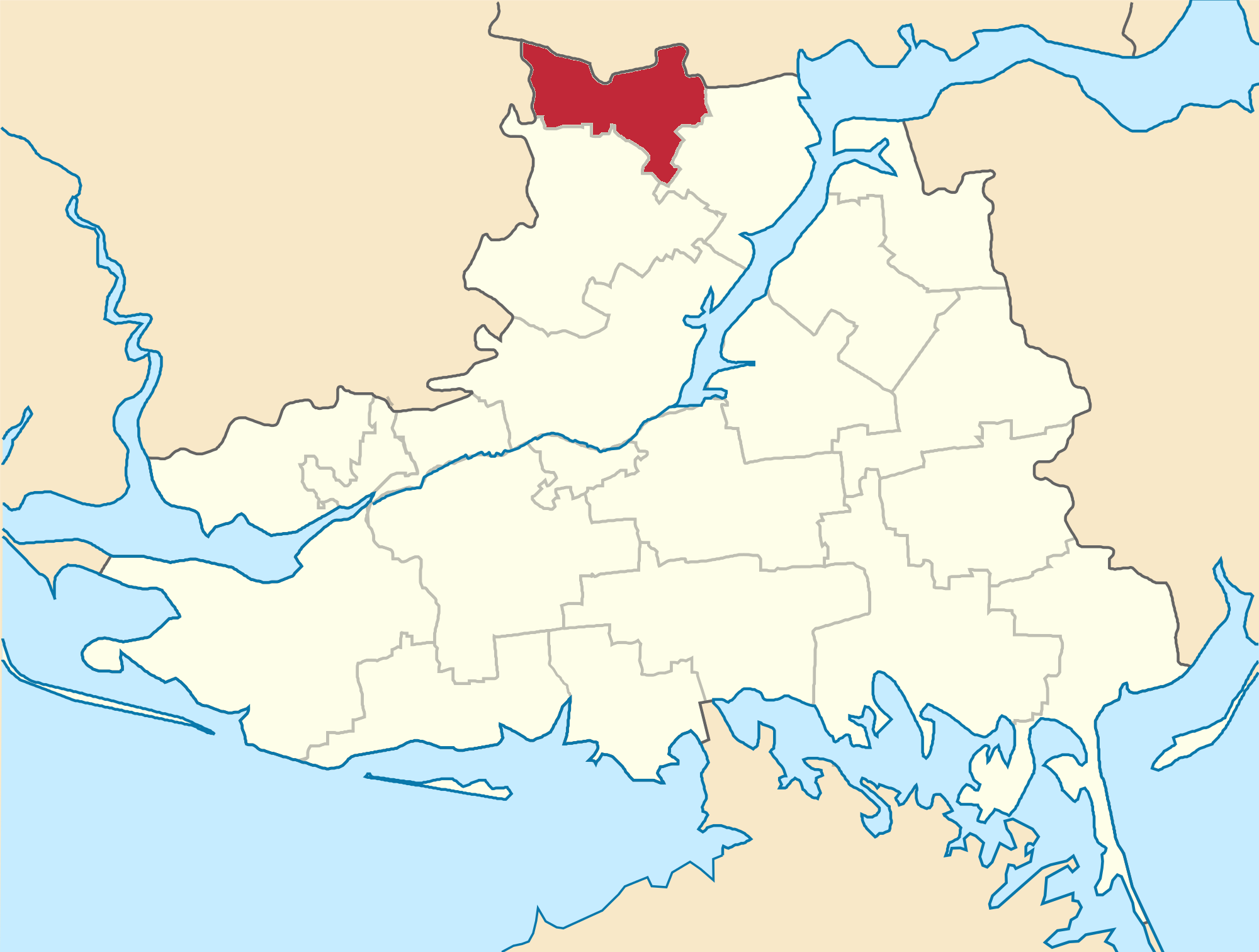
撤销前維索科皮利亞區在赫爾松州的位置

維索科皮利亞區（烏克蘭語：Високопільський район），曾是烏克蘭赫爾松州的一個區，位於該國南部，行政中心設於維索科皮利亞，面積701平方公里，2013年人口15,286，人口密度每平方公里21.81人。
该区在2020年7月18日的乌克兰行政区划改革中被撤销，改革后赫尔松州下分为5个区。維索科皮利亞區的范围并入贝里斯拉夫区。